# Joey Stefano
Joey Stefano (de son vrai nom Nicholas Anthony Iacona, Jr.), né le 1er janvier 1968 à Chester (Pennsylvanie) et mort le 26 novembre 1994 à Hollywood, est un acteur de films pornographiques gays.

## Biographie
Drogué, prostitué à New York, ce natif de Pennsylvanie, d'origine italienne, orphelin de père à l'âge de quinze ans, arrive à Los Angeles et devient vite l'une des étoiles montantes de la pornographie homosexuelle, à la suite de sa rencontre avec Chi Chi LaRue. Entre 1989 et 1991, il tourne énormément de films dans plusieurs studios spécialisés (Falcon Video, avec Chi Chi LaRue, Mustang Video…), en particulier avec son ami Ryan Idol (Idol Eyes, 1990). Souvent "bottom" (pénétré), il a prouvé que les "porn star" n'étaient pas obligatoirement des "tops", tout en revalorisant le rôle dit "passif" (The Legend of Joey Stefano).
Son apparence innocente a attiré le regard de Madonna, qui l'engage parmi les figurants de son livre SEX (1992). Séropositif, Joey Stefano meurt d'une overdose d'un mélange de drogues dures nommé speedball à l'âge de 26 ans. Son destin fulgurant est retracé dans une biographie signée par Charles Isherwood, Wonder Bread and Ecstasy (1996, La Manne, l'extase, traduit grâce à Guillaume Dustan). Une pièce de théâtre lui est aussi consacrée (Homme Fatale, The Joey Stefano Story, de Barry Lowe). Une seconde biographie de l'acteur paraît en 2015 sous le titre Joey Stefano: The Life, Loves & Legacy of the Prince of Passion, écrite par David Bret. L'association Aid for AIDS a créé un Fonds qui porte son nom, pour venir en aide aux acteurs de films pour adultes gay atteints du sida.

## Filmographie sélective
- 1989 : Billboard de Taylor Hudson (Catalina Video)
- 1990 : Hard Steal de John Travis (Catalina Video)
- 1990 : Hard Moves de Chi Chi LaRue (Image Video)
- 1990 : More of a Man de Jerry Douglas (All Worlds Video)
- 1990 : On the Rocks (Stryker Productions), avec Jeff Stryker
- 1990 : Idol Eyes (Matt Sterling), avec Ryan Idol
- 1990 : Revenge: More Than I Can Take de Steven Scarborough (Falcon Entertainment)
- 1990 : Plunge de Steven Scarborough (Falcon Entertainment)
- 1990 : Big Bang de Steven Scarborough (Falcon Entertainment), avec Matt Gunther
- 1991 : Prince Charming (Vivid Man)
- 1991 : Scoring de Jim Steel et Chi Chi LaRue (Vivid Man), avec Chad Knight
- 1992 : The Best of Joey Stefano (Catalina)
- 1993 : Hard Body de Chi Chi LaRue (Odyssey Men)
- 1993 : The Dildo Kings (Stallion Video)
- 1994 : The Legend of Joey Stefano (Vivid Man)
- 1994 : The Unknown Joey Stefano (Bob French)

## Récompenses
- AVN Award "Best Actor-Gay Video" pour le film More of a Man en 1991.
- AVN Award "Best Performer of the Year-Gay Video" en 1995.